# オタワ・ベースボール・スタジアム
オタワ・ベースボール・スタジアム（Ottawa Baseball Stadium）は、カナダのオンタリオ州オタワにある野球場。2007年までフィラデルフィア・フィリーズ傘下AAA球団オタワ・リンクスの本拠地であった。
2015年3月12日に会計事務所のレイモンド・チャボット・グラント・ソーントンがネーミングライツ契約に署名し、名称がレイモンド・チャボット・グラント・ソーントン・パーク（Raymond Chabot Grant Thornton Park）に変更された。

## 歴史
1993年、インターナショナルリーグ拡張によってオタワに新球団リンクスが誕生し、それに伴いオタワ・スタジアム（Ottawa Stadium）としてオープン。その年の主催試合71試合中43試合でチケットが完売するなど観客動員が好調で、最終的に693,043人（1試合平均9,761人）を動員しリーグ最高記録を塗り替えた。しかしその後は観客が減り続け、2006年シーズンは過去最低となる122,574人（1試合平均1,915人）しか動員できなかった。そのためリンクスは2008年にペンシルベニア州アレンタウンへと移転することになった。
2008年シーズンより独立リーグ・カナディアン・アメリカン・リーグの新球団オタワ・ラピッズ（Ottawa Rapidz）が本拠地として使用し動員も好調だったが、2009年9月に球団が倒産。そのため同リーグで新球団オタワ・ボイジャーズ（Ottawa Voyageurs）で引き継ぐと発表されたが、オーナーが現れず結局ボイジャーズが試合を行なうことはなかった
。
2010年、アマチュアリーグのインターカウンティ・ベースボール・リーグ（IBL）が当球場を本拠地とする新球団の申し入れを受諾、新球団オタワ・ファットキャッツ（Ottawa Fat Cats）が誕生した。しかしオタワ・ファットキャッツも2010年から2012年シーズンまで活動した後、活動休止した。
2015年にカナディアン・アメリカン・リーグに当球場を本拠地とする新球団オタワ・チャンピオンズが誕生したが、2019年限りでチームは解散した。
2021年からは北米独立リーグ・フロンティアリーグの新球団であるオタワ・タイタンズの本拠地となったが、新型コロナウイルスの感染拡大によりアメリカ・カナダ間の国境が閉鎖されたため、リーグ戦への参加は翌年からに延期された。

## 構造
外壁はコンクリート打ちっ放し。観客席はすり鉢状の内野席が1層あるのみで、外野席はない。座席はすべて青一色に統一されている。左翼フェンス沿いにコベントリー・ストリートが通っており、歩行者らがそこから球場内を覗くことも可能。ただし道と球場が50フィート（約15.2メートル）も離れていないため、打球が車道に達する危険性がある。

## ギャラリー
|  |  |